# Das fliegende Klassenzimmer (2023)
Das fliegende Klassenzimmer ist ein deutscher Kinderfilm der schwedischen Regisseurin Carolina Hellsgård aus dem Jahr 2023. Der Film basiert auf dem gleichnamigen Roman von Erich Kästner. Am 12. Oktober 2023 startete Das fliegende Klassenzimmer in den deutschen Kinos.

## Handlung
Der Film dreht sich um das Leben von Schülern in einem Internat, dem fiktiven Johann-Sigismund-Gymnasium in der ebenfalls fiktiven Alpenstadt Kirchberg. Die Handlung konzentriert sich auf Freundschaften, Abenteuer und die Herausforderungen des Schulalltags.
Als die 13-jährige Martina, die mit ihrer alleinerziehenden Mutter und ihrem kleinen Bruder in einer Berliner Hochhaussiedlung lebt, die Chance auf ein Stipendium für das begehrte Südtiroler Johann-Sigismund-Gymnasium bekommt, ist sie Feuer und Flamme. Doch kaum ist sie im idyllischen Alpenstädtchen Kirchberg angekommen, machen ihr die taffe Jo, der gutmütige Matze und der kleine Uli klar, dass es Regeln gibt. Die Stadtkinder im Internat und die „Externen“ aus dem ländlichen Ort mischen sich nicht untereinander, im Gegenteil, sie sind verfeindet, und zwar seit Generationen. Daran können auch die Erwachsenen nichts ändern: Der gutmütige Internatsleiter Justus Bökh versucht es mit Geduld, die Schuldirektorin Kreuzkamm mit Strenge, kommt damit aber auch nicht weiter, zumal sie auch die Mutter von Externen-Anführerin Ruda ist. Und dann ist da noch der geheimnisvolle Aussteiger, genannt Nichtraucher, der in einem Eisenbahnwaggon lebt. Martina will eigentlich nur für das Stipendium lernen. Doch sie ist sofort mittendrin in den Streitigkeiten der rivalisierenden Cliquen. Sie kann und will ihre neuen Freunde nicht im Stich lassen. Der Plan, den ewigen Streit mit einem gemeinsamen Theaterstück beizulegen, geht nicht auf. Der Graben zwischen den Internen und Externen ist einfach zu tief. Erst ein dramatisches Ereignis verändert alles.

## Produktion

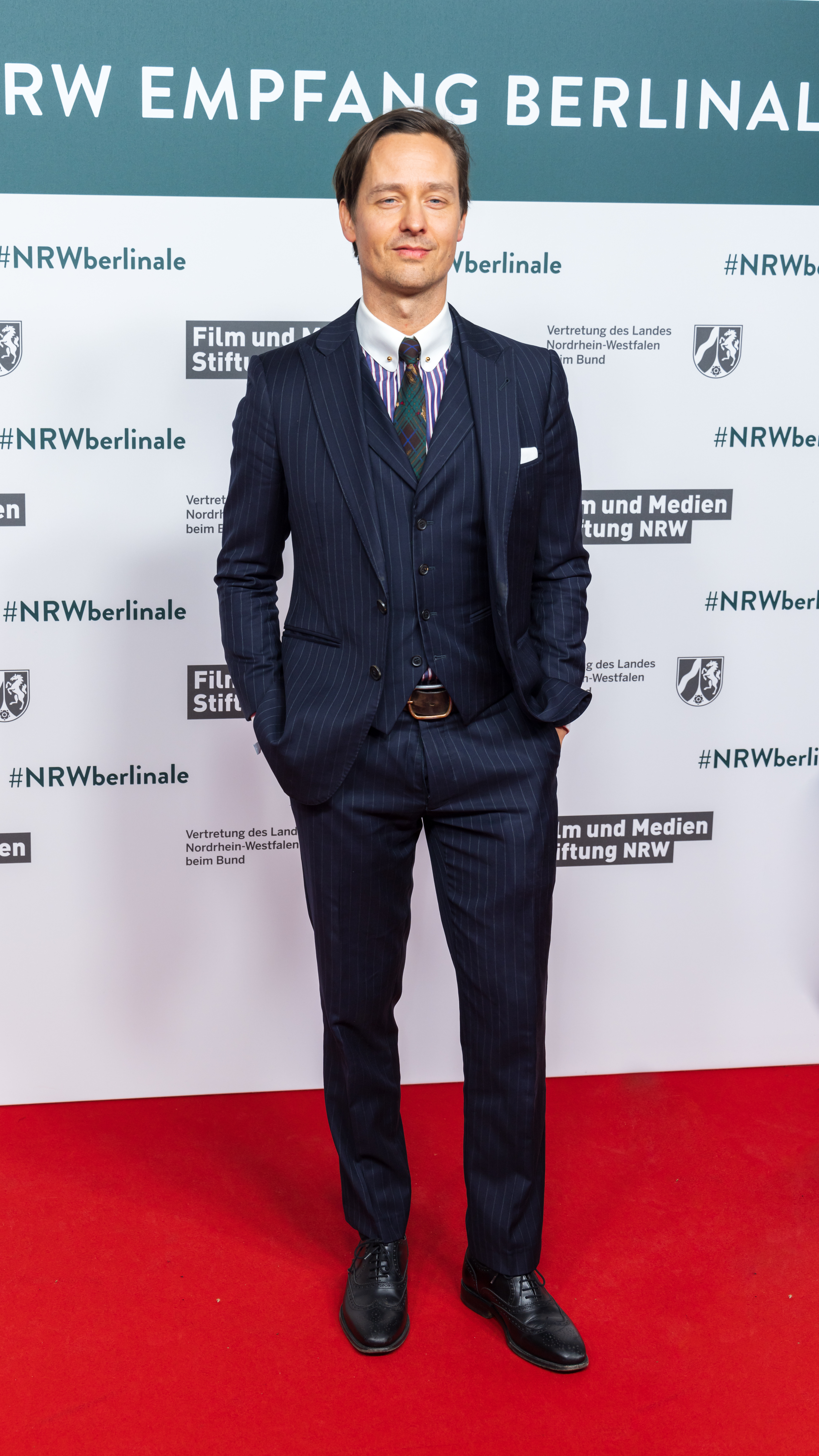
Tom Schilling spielt den Lehrer Justus Bökh

Das fliegende Klassenzimmer ist eine Produktion der UFA Fiction in Koproduktion mit LEONINE Studios. Produzenten sind Sebastian Werninger, Tobias Timme (beide UFA Fiction) und Benjamin Benedict. Als Ausführender Produzent fungiert Matthias Adler (UFA Fiction).
Gefördert wurde der Film durch das Medienboard Berlin-Brandenburg, die IDM Film Commission Südtirol, die Filmförderungsanstalt FFA und den Deutschen Filmförderfonds DFFF.

## Weitere Verfilmungen
Insgesamt wurde der Roman viermal verfilmt. Siehe dazu:
- Das fliegende Klassenzimmer (1954)
- Das fliegende Klassenzimmer (1973)
- Das fliegende Klassenzimmer (2003)